# Патріот (Індіана)
Патріот (англ. Patriot) — місто (англ. town) в США, в окрузі Світзерленд штату Індіана. Населення — 201 особа (2020).

## Географія
Патріот розташований за координатами 38°50′11″ пн. ш. 84°49′46″ зх. д. / 38.83639° пн. ш. 84.82944° зх. д. (38.836252, -84.829401).  За даними Бюро перепису населення США в 2010 році місто мало площу 0,67 км², з яких 0,57 км² — суходіл та 0,11 км² — водойми.

## Демографія
Згідно з переписом 2010 року, у місті мешкало 209 осіб у 76 домогосподарствах у складі 59 родин. Густота населення становила 311 особа/км².  Було 93 помешкання (138/км²).
Расовий склад населення:
| - 98,1 % — білих - 0,5 % — корінних американців - 0,5 % — азіатів |

До двох чи більше рас належало 0,5 %. Частка іспаномовних становила 1,4 % від усіх жителів.
За віковим діапазоном населення розподілялося таким чином: 23,0 % — особи молодші 18 років, 65,5 % — особи у віці 18—64 років, 11,5 % — особи у віці 65 років та старші. Медіана віку мешканця становила 42,1 року. На 100 осіб жіночої статі у місті припадало 117,7 чоловіків;  на 100 жінок у віці від 18 років та старших — 114,7 чоловіків також старших 18 років.
Середній дохід на одне домашнє господарство  становив 46 154 долари США (медіана — 41 250), а середній дохід на одну сім'ю — 43 650 доларів (медіана — 41 364). За межею бідності перебувало 23,3 % осіб, у тому числі 36,6 % дітей у віці до 18 років та 15,4 % осіб у віці 65 років та старших.
Цивільне працевлаштоване населення становило 131 осіб. Основні галузі зайнятості: транспорт — 29,0 %, виробництво — 26,7 %, мистецтво, розваги та відпочинок — 13,0 %, освіта, охорона здоров'я та соціальна допомога — 9,2 %.